# Olympische Winterspiele 2014/Teilnehmer (Ukraine)
| Gelbes Symbol für Goldmedaillen mit stilisierten Olympischen Ringen | Graues Symbol für Silbermedaillen mit stilisierten Olympischen Ringen | Braundes Symbol für Bronzemedaillen mit stilisierten Olympischen Ringen |
| ------------------------------------------------------------------- | --------------------------------------------------------------------- | ----------------------------------------------------------------------- |
| 1                                                                   | —                                                                     | 1                                                                       |

Die Ukraine nahm an den Olympischen Winterspielen 2014 in Sotschi mit 44 Athleten in neun Sportarten teil.

## Sportarten

### Biathlon
| Frauen - Natalija Burdyha - Julija Dschyma Damen-Staffel: Gold - Marija Panfilowa - Olena Pidhruschna Damen-Staffel: Gold - Walentyna Semerenko Damen-Staffel: Gold - Wita Semerenko 7,5 km Sprint: Bronze Damen-Staffel: Gold | Männer - Andrij Derysemlja - Dmytro Pidrutschnyj - Artem Pryma - Serhij Sednjew - Serhij Semenow |

### Eiskunstlauf
| Frauen - Natalija Popowa | Männer - Jakiw Hodoroscha 20. Platz |

| Paarlauf - Julija Lawrentjewa & - Jurij Rudyk 20. Platz, 44,30 Punkte (nach Kurzprogramm ausgeschieden) | Eistanz - Siobhan Heekin-Canedy & - Dmytro Dun |

| Teamwettbewerb: 9. Platz |

### Freestyle-Skiing
| Frauen - Nadija Mochnazka Aerials: 17. Platz - Anastassija Nowossad Aerials: 16. Platz - Olha Poljuk Aerials: 15. Platz | Männer - Oleksandr Abramenko Aerials: 6. Platz - Mykola Pusderko Aerials: 20. Platz |

### Rodeln
| Frauen - Olena Schchumowa - Olena Stezkiw | Männer - Andrij Kis - Andrij Mandsij | Doppelsitzer - Oleksandr Obolontschyk & - Roman Sacharkiw |

### Nordische Kombination
| Männer - Wiktor Passitschnyk |

### Shorttrack
| Frauen - Sofija Wlassowa |

### Ski Alpin
| Frauen - Bohdana Mazjozka | Männer - Dmytro Myzak |

### Skilanglauf
| Frauen - Tetjana Antypenko Skiathlon: 52. Platz - Maryna Anzybor Skiathlon: 48. Platz - Kateryna Hryhorenko Skiathlon: 49. Platz - Maryna Lissohor - Walentyna Schewtschenko Skiathlon: 27. Platz - Kateryna Serdjuk | Männer - Oleksij Krassowskyj - Ruslan Perechoda |

### Snowboard
| Frauen - Annamari Tschundak | Männer - Jossyp Penjak |